# Carta araba dei diritti dell'uomo
La Carta araba dei diritti dell'uomo (الميثاق العربي لحقوق الإنسان in arabo, Arab Charter on Human Rights in inglese, acronimo ACHR) è un documento fondamentale di identità nazionale degli Stati arabi e della loro appartenenza ad una comune civiltà.

## Storia

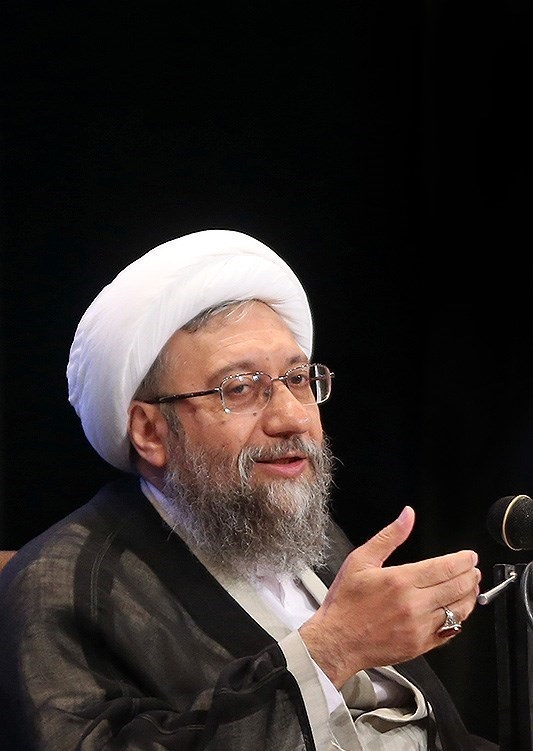
Sadeq Larijani alla conferenza sui diritti umani islamici

La Carta, anticipata dalla Dichiarazione islamica dei diritti dell'uomo il 19 settembre 1981, è stata adottata dal Consiglio della Lega degli Stati arabi il 15 settembre 1994 ed è stata emendata il 22 maggio 2004.
Alla data del novembre 2013 la Carta era stata firmata dai rappresentanti di Algeria, Bahrein, Iraq, Giordania, Kuwait, Libano, Libia, Palestina, Qatar, Arabia Saudita, Siria, Emirati Arabi Uniti e Yemen.
Nel 2014 la Lega araba ha elaborato un nuovo documento, lo Statuto della Corte araba dei diritti umani, col fine di regolare i contenziosi interstatali riguardanti le violazioni della Carta. Il primo paese a ratificarlo è stato l'Arabia Saudita nel 2016.

## Finalità
Il documento, partendo dallo Statuto delle Nazioni Unite conferma i principi contenuti nella Dichiarazione universale dei diritti umani e si allaccia alla Dichiarazione dei diritti umani nell'Islam del Cairo.
Prevede una serie di diritti tradizionali, tra cui il diritto alla libertà e alla sicurezza, l'uguaglianza di tutti davanti alla legge, la protezione dalla tortura, il diritto alla proprietà privata, la libertà di pratica religiosa e la libertà di pacifica associazione.

## Testo
Il testo della Carta, nella sua versione emendata del 2004, è composto da:
- un preambolo di carattere generale che richiama principi religiosi e legati all'umanità, cita i legami tra oriente ed occidente, ricorda avvenimenti storici e rifiuta razzismo e sionismo
- 53 articoli che trattano dei diritti del cittadino ad ogni livello, dell'autodeterminazione dei popoli, dei reati e delle pene (compresa la pena di morte), della tortura, della scienza e della sperimentazione scientifica, della schiavitù e del lavoro, della protezione delle minoranze, della nazionalità e del diritto di asilo politico, dell'educazione e del diritto di opinione, della famiglia, del diritto ad una sana alimentazione, e di altri aspetti di carattere normativo ed organizzativo.[4]

## Controversie

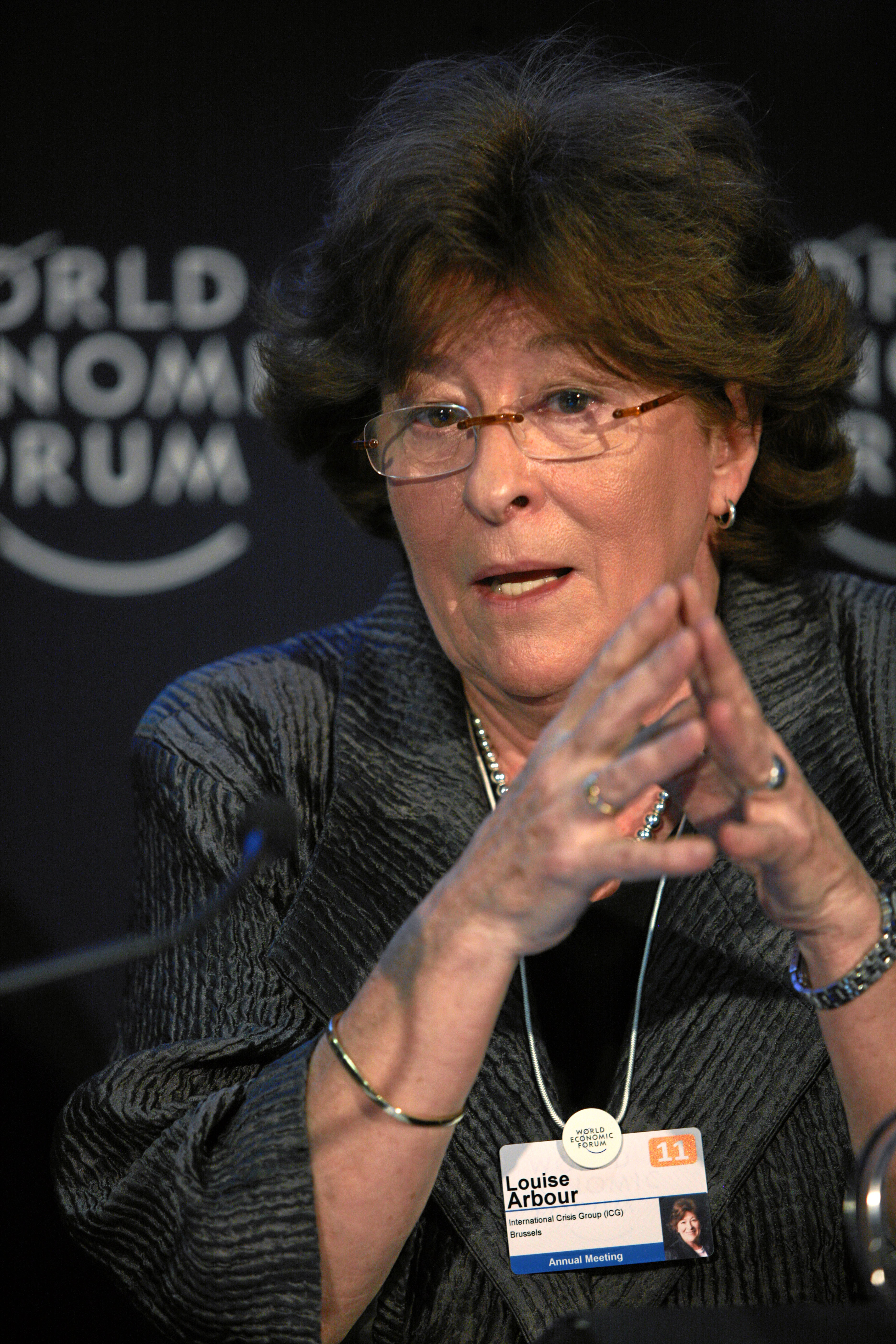
Louise Arbour al World Economic Forum Annual Meeting del 2011

### Diritti delle donne e pena di morte per i bambini
Il 24 gennaio 2008 l'alto commissario delle Nazioni Unite per i diritti umani Louise Arbour ha dichiarato che la Carta araba dei diritti dell'uomo è incompatibile con la Dichiarazione universale dei diritti umani dell'Organizzazione delle Nazioni Unite in particolare per gli aspetti attinenti ai diritti delle donne e alla pena di morte per i bambini.

### Equiparazione di razzismo e sionismo
Non si accetta da parte di alcuni Paesi che nel preambolo si mettano sullo stesso piano razzismo e sionismo giudicando questo aspetto attinente alla politica, non ai diritti umani, e questo genera letture diverse date allo stesso testo.

### Negazione dei diritti per chi non è cittadino dei paesi firmatari
L'articolo 34 dove si tratta del diritto al lavoro, l'articolo 24 che riguarda la libertà di riunione e l'articolo 36 concernente la sicurezza sociale, temi oggetto di diritti ritenuti universali, sono visti in un'ottica limitata ai cittadini dei paesi che aderiscono alla Carta, e non come diritto inalienabile dell'individuo.